# Mai 2008 en France
Chronologie de la France
2006 en France - 2007 en France - 2008 en France - 2009 en France - 2010 en France
Janvier - Février - Mars - Avril - Mai - Juin - Juillet - Août - Septembre - Octobre - Novembre - Décembre -

## Chronologie
- 50e anniversaire du retour au pouvoir du Général de Gaulle et 40e anniversaire de Mai 1968.

### Jeudi1ermai
Politique
- Défilés du 1er mai : 
  - 120 000 personnes seulement ont participé selon la police au 150 défilés organisés par les syndicats dans toute la France (200 000 selon les syndicats).
  - Seulement 1 250 personnes (5 000 selon le Front national) ont participé au traditionnel défilé devant la statue de Jeanne d'Arc, place des Pyramides à Paris. Jean-Marie Le Pen a déclaré au sujet de Nicolas Sarkozy : « Aucune des promesses n'ayant été tenue, [...] le roi est nu ». Sur la tribune étaient présents : Bruno Gollnisch (délégué général), Wallerand de Saint-Just (vice-président), Marine Le Pen (vice-présidente exécutive) et Louis Aliot (secrétaire général).
- Le premier ministre François Fillon est à Washington pour assister en tant qu'invité d'honneur au gala annuel de l'American Jewish Committee. Dans son discours il a abordé les positions de la France sur la gouvernance mondiale, la stabilité financière, la sécurité alimentaire, l'aide au développement, la question climatique, les relations franco-israéliennes et la lutte contre l'antisémitisme.

Culture
- Décès du romancier et scénariste Frédéric H. Fajardie (60 ans).

### Vendredi 2 mai
Politique
- Accompagné de Christine Lagarde (ministre de l'Économie) et de Michel Barnier (ministre de l'Agriculture), le premier ministre François Fillon en déplacement à Washington rencontre le président de la Réserve fédérale américaine, Ben Bernanke, le secrétaire au Trésor, Henry Paulson et le directeur du FMI, Dominique Strauss-Kahn, puis s'entretient avec onze chefs d'entreprise américains.

### Samedi 3 mai
Culture
- Pendant deux jours, cérémonies officielles de reconnaissance par l'Église catholique d'un lieu d'apparition de la Sainte Vierge et de guérisons miraculeuses. En 1664, la Vierge était apparue à une jeune bergère, Benoîte Rencurel, dans une petite vallée près de Gap (Hautes-Alpes). Depuis des guérisons inexpliquées y ont été plusieurs fois observées. 130 000 personnes s'y rendent chaque année. Une vingtaine d'évêques, des cardinaux et le nonce apostolique assistent à cette cérémonie. Y sont aussi présents, Jean-Claude Gaudin, le maire de Marseille et le secrétaire d'État à l'Aménagement du territoire, Hubert Falco.

Économie
- Le TGI de Marseille déclare illégale la grève des agents du Port autonome, condamnant le syndicat à 10 000 euros d'amende et à une astreinte de 15 000 euros par heure de retard en cas de poursuite de la grève. Une vingtaine de bateaux bloqués dans le port ont pu entamer leur déchargement mais des dizaines de bateaux se sont détournés vers Gênes et Barcelone.

### Dimanche 4 mai
Société
- Parution du décret officialisant le démarrage du passeport biométrique contenant une photo et les empreintes digitales numérisées. Les premiers exemplaires du nouveau passeport devraient être distribués à l'automne.

### Lundi 5 mai
Politique

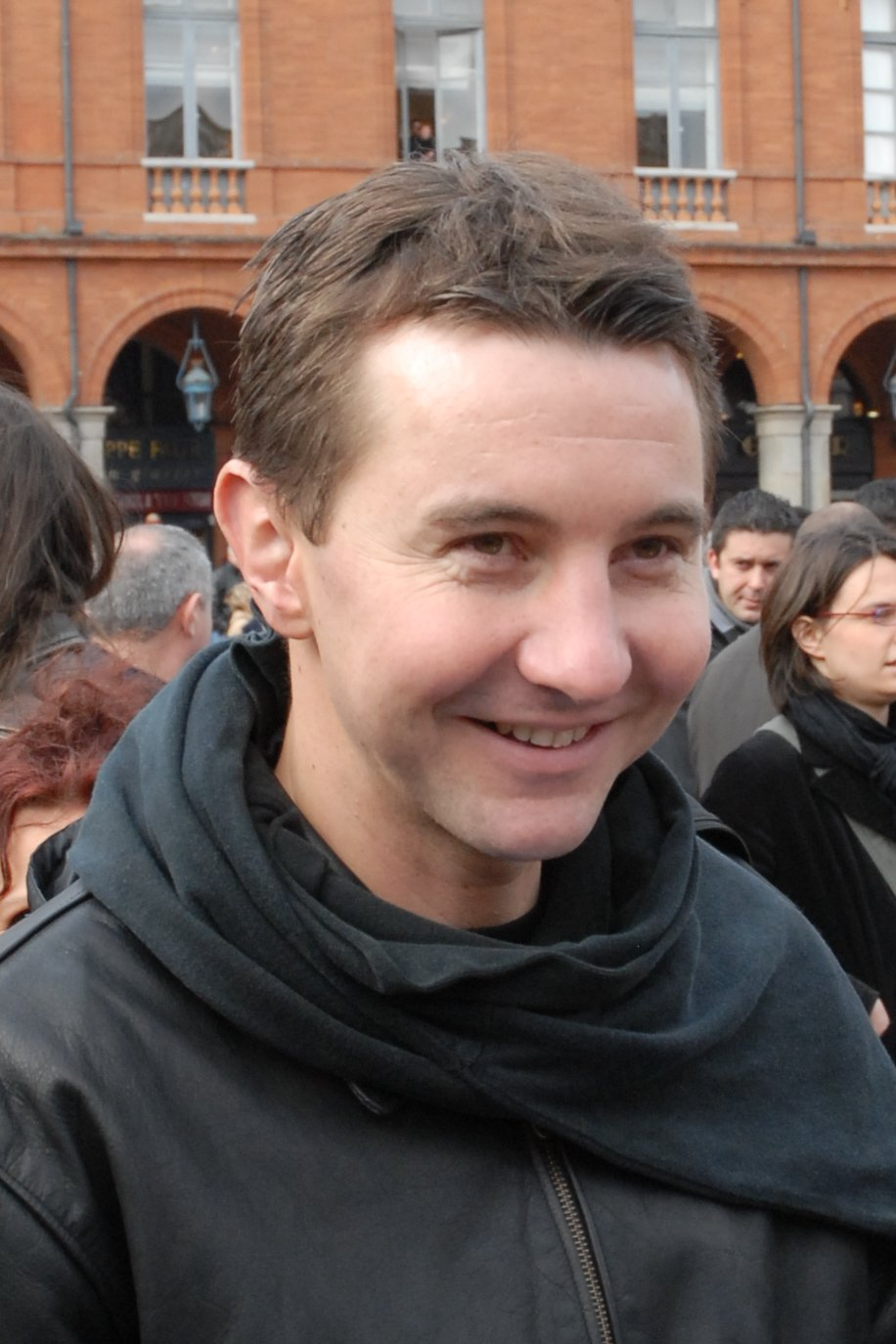
Olivier Besancenot
(mars 2007)

- Selon un sondage OpinionWay pour Le Figaro sur la satisfaction des Français aux réformes du président Nicolas Sarkozy, une grande majorité saluent les reformes mais sont déçus par les résultats : droits de succession (82 %), peines planchers pour les récidivistes (80 %), défiscalisation des heures supplémentaires (73 %), service minimum dans les transports (73 %), régimes spéciaux de retraites (59 %), franchises médicales (26 %) et envoi de troupes supplémentaires en Afghanistan (26 %).
- Le ministre de l'Éducation, Xavier Darcos, se dit prêt à recourir à la loi pour assurer le service minimum en cas de grève dans les écoles, estimant qu'il s'agit d'une « mesure à caractère social, destinée à aider les familles et les enfants, et nullement une mesure qui est de nature à contrecarrer le droit de grève ». Lors de la grève du 24 janvier, seules 2023 communes sur les 22 500 accueillant une école, ont participé au dispositif, soit moins de 10 %. Selon la présidente de la PEEP, près de 80 % des familles y seraient favorables et regrette que l'affaire se réduise à un affrontement gauche-droite.
- Le ministre des Affaires étrangères chypriote Markos Kyprianou est en visite officielle auprès de Bernard Kouchner.
- À la suite de l'« affaire Bruno Cholet », la ministre de l'Intérieur Michèle Alliot-Marie ajoute dix fonctionnaires pour accélérer l'enrichissement du Fichier national automatisé des empreintes génétiques (FNAEG) qui regroupait fin mars quelque 717 000 profils ADN avec 37 000 ajouts mensuels pour un stock de retard de 80 000.
- Le site « l'express.fr » révèle que Olivier Besancenot, chef de file de la LCR, aurait été victime d'une affaire d'espionnage. D'octobre 2007 à janvier 2008, une officine privée de renseignement aurait décortiqué sa vie privée et celle de sa famille. Des barbouzes les ont pris en filature et photographiés à leur insu, mentionnant toutes les habitudes de vie, ils ont recueilli les données de leurs comptes bancaires et leurs soldes, mais aussi des données confidentielles contenues dans certains fichiers protégés de l'administration. Une plainte contre X pour « violation de la vie privée » a été déposée.

Culture
- Décès de l'animateur de radio Lucien Jeunesse (89 ans), célèbre présentateur du Jeu des 1000 francs de 1965 à 1995.

Économie
- Début à Nice du 104e congrès des notaires.
- Les fonds d'investissements Eurazeo et Colony Capital s'allient pour monter en puissance dans le groupe d'hôtellerie Accor (CA2007 8,1  milliards €, 134 850 salariés). Disposant actuellement de 14 % du capital (5 % + 9 %), ils veulent monter à 30 % (10 % + 20 %).
- Air France met en service son 50e Boeing 777 en remplacement d'un Boeing 747.

Société
- Début à Tours du 48e congrès (5-7 mai) de SOS Amitié touché par la crise des vocations et le manque de volontaires.
- 4 614 personnes ont  trouvé la mort sur les routes de France en 2007. Une évaluation complète de la morbidité routière entre 1996 et 2004 est publiée dans le bulletin épidémiologique de l'Institut national de veille sanitaire (INVS). Sur cette période le nombre de blessés -- 514 300 -- est 3,4 fois supérieur à celui donné par la police et la gendarmerie. Cette évaluation est réalisée par l'Institut national de recherche sur les transports et leur sécurité (INRETS)

### Mercredi 7 mai
Politique
- Le président Nicolas Sarkozy met en cause la neutralité de certains médias en s'indignant que la condamnation de Ségolène Royal dans l'affaire qui l'opposait à ses deux ex-collaboratrice n'ait pas été suffisamment relayée, car il ne comprend pas « que Ségolène Royal, qui passe son temps à donner des leçons de morale à la terre entière, quand elle est condamnée, on n'en parle pas ».

### Jeudi 8 mai
Société
- La feria de Nîmes (8-11 mai) a attiré plus d'un million de personnes dont cent mille ont assisté aux corridas dans les arènes romaines.

### Vendredi 9 mai
Politique

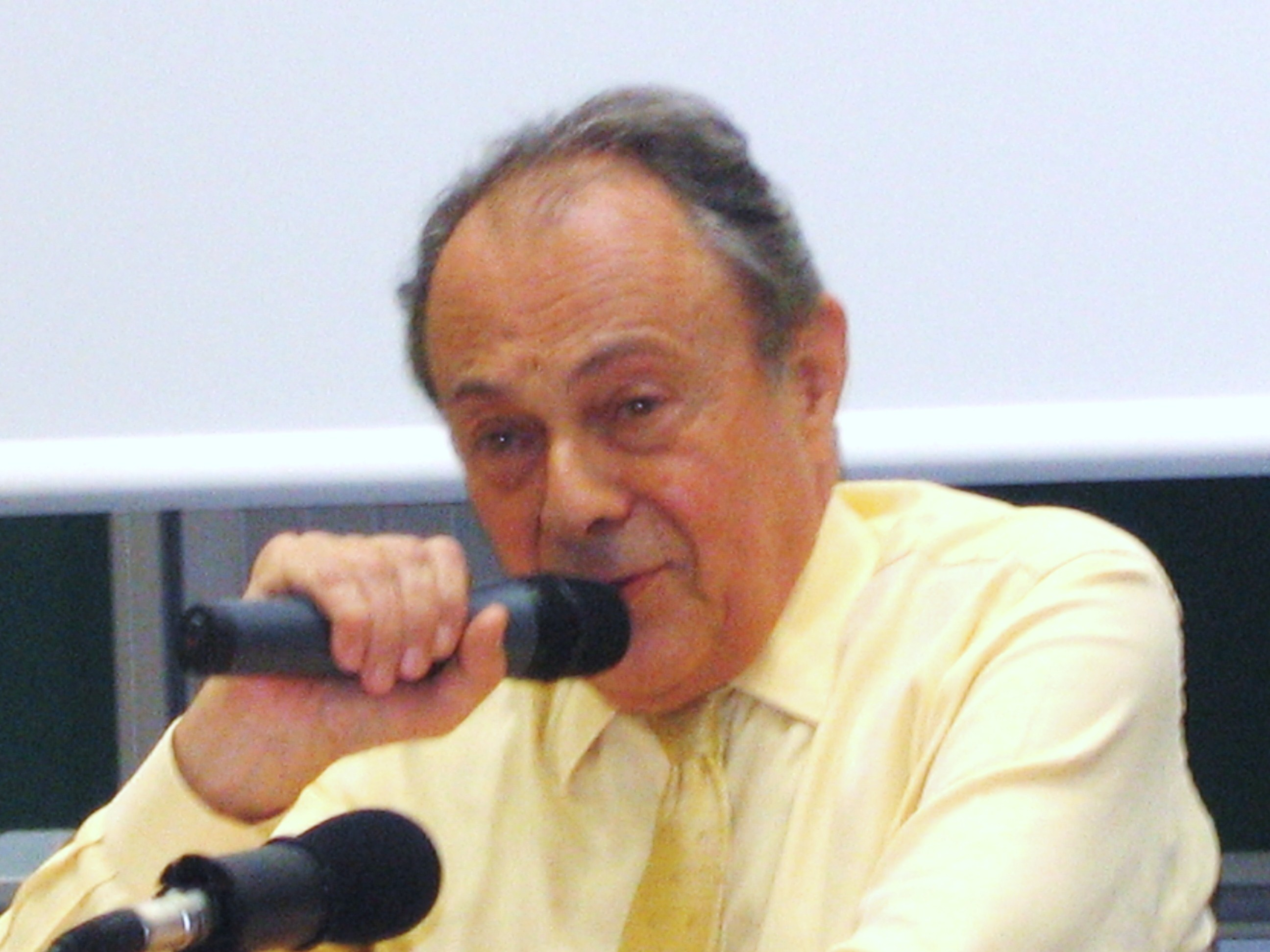
Michel Rocard
(Juillet 2006)

- Le ministre de l'Éducation Xavier Darcos annonce aux syndicats lycéens le recrutement de 1 500 assistants pédagogiques pour 200 établissements défavorisés, mais maintient les suppressions de 11 200 postes et le service minimum en cas de grève. Les syndicats lycéens s'engagent à arrêter leur mouvement après la manifestation du 15 mai prochain.
- L'ancien premier ministre, Michel Rocard, déclare sur RTL, qu'il ne « pensait pas » que Ségolène Royal « puisse être » un bon secrétaire du PS. Au sujet du premier tour de la présidentielle, il affirme que « n'importe quel socialiste aurait fait 17 millions de voix [...] c'était le point bas ».

Culture
- Décès de l'animateur, parolier et romancier Pascal Sevran (62 ans).

### Samedi 10 mai
Politique
- Dans son discours prononcé lors de la journée nationale de la mémoire de la traite négrière, le président Nicolas Sarkozy propose d'intégrer l'histoire de l'esclavage dans les manuels scolaires (CM1-CM2) de l'école primaire dès la prochaine rentrée afin que « nos enfants puissent comprendre ce qu'a été l'esclavage » et « mesurer les souffrances qu'il a engendrées, les blessures qu'il a laissées dans l'âme de tous ceux que rien ne peut délier de ce passé tragique ». Selon la Fédération des conseils de parents d'élèves, « cet enseignement existe dans le programme depuis 2002 mais avait été supprimé par Gilles de Robien en 2007 ».
- Rassemblement annuel de l'UOIF à l'aéroport du Bourget avec comme invité vedette, Tariq Ramadan.

Culture
- Une œuvre suspendue de l'artiste contemporain Corey McCorkle présentée à l'exposition « Traces du sacré » au Centre Pompidou s'est décrochée est s'est brisée en trois morceaux. Il s'agit d'une tour en spirale de Plexiglas, mesurant 182 cm et pesant 14 kg.

Économie
- Les pêcheurs du port des Sables-d'Olonne commencent un mouvement de grève contre la hausse du prix des carburants. Les jours suivants la grève s'étend dans d'autres ports.

Faits divers
- À la suite d'un écobuage mal-maîtrisé, un feu de forêt détruit soixante hectares à Montauroux (Var). 350 sapeurs-pompiers, deux hélicoptères bombardiers d'eau et deux Canadairs ont été mobilisés.

### Dimanche 11 mai
Politique

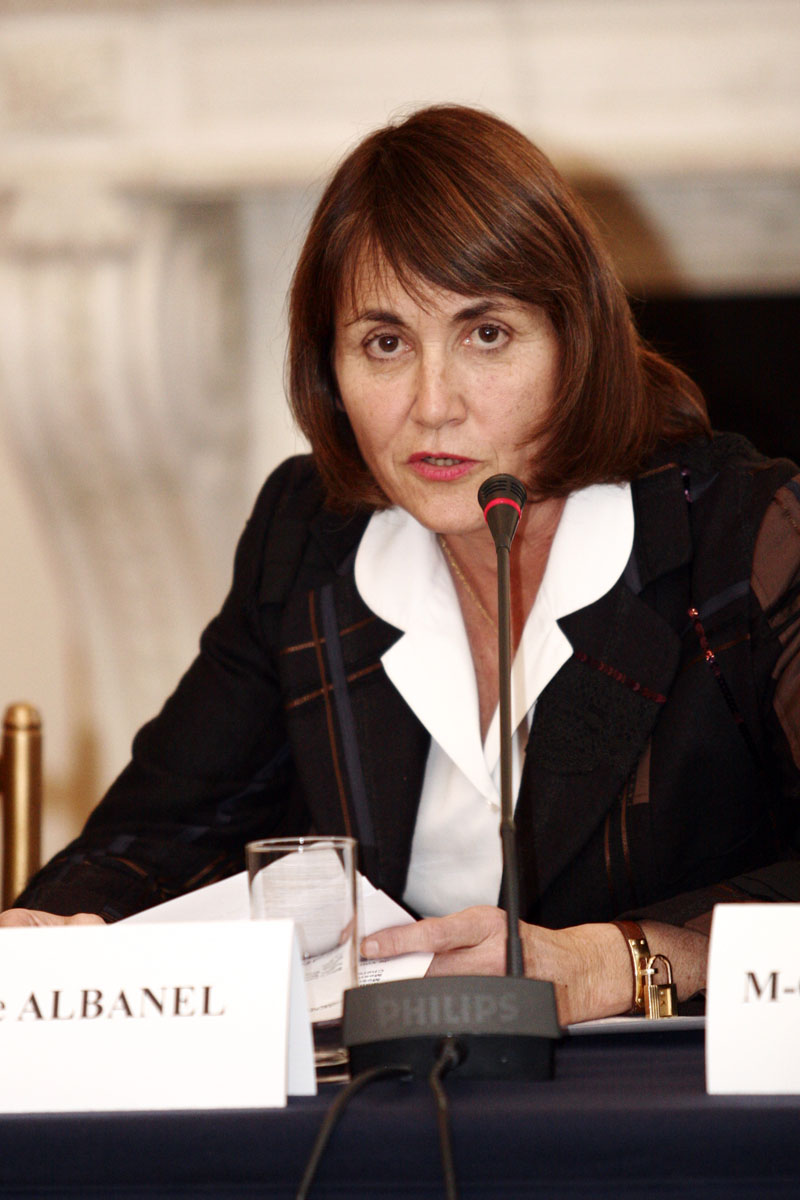
Christine Albanel
(Février 2008)

- Le médiatique leader de la LCR, Olivier Besancenot est l'invité vedette de l'émission Vivement dimanche animée par Michel Drucker sur France 2.
- Ségolène Royal réplique au propos du président au sujet de sa condamnation en déclarant : « L'inscription hors délai sur les listes électorales constitue une infraction pénale. Il s'agit d'un faux en écriture publique et il a eu bien moins d'écho ».
- La ministre de la Culture et de la communication, Christine Albanel, dans un entretien au Journal du dimanche propose à l'AFP de créer un « service supplémentaire [...] sur un espace spécifique et facilement accessible » qui diffuserait « l'ensemble des communiqués de presse des partis et des organisations syndicales ». Le principe de ce service serait inclus dans le projet de loi présenté prochainement à l'Assemblée nationale.

### Lundi 12 mai
Politique
- Le secrétaire d'État à la Défense et aux Anciens Combattants, s'inquiète de la multiplication des journées commémoratives « jusqu'à en devenir illisibles pour les Français » et propose de faire comme beaucoup de pays un « Jour de la Mémoire » (Memorial Day) dédié aux hommes et aux nations, autour des valeurs de la République, de la paix et du respect des droits de l'homme. Un rapport d'André Kaspi sur la question va prochainement être rendu public. Il propose que le 11 novembre devienne ce jour.

### Mardi 13 mai
Politique
- Profitant d'un cafouillage des députés de droite, le député communiste du Puy-de-Dôme réussit à faire voter par surprise une motion de procédure entraînant le rejet temporaire, en deuxième lecture, du texte sur les OGM. Finalement le texte initial sera voté le 20 mai.

Économie
- Le Crédit Agricole SA annonce le lancement d'une augmentation de capital de 5,9 milliards d'euros, pour compenser en partie les 4,1 milliards de pertes avant impôts de l'année 2007, dues à la crise des subprimes, et les 1,2 milliard d'euros de pertes de Calyon, sa filiale de banque de financement et d'investissement, pour le premier semestre 2008.
- Selon une étude publiée par l'INSEE et le CNCCEF, 16 % des entreprises françaises prévoient de créer une nouvelle activité de production à l'étranger (délocalisation), une augmentation de 4 points par rapport il y a cinq ans. Les industriels estiment que les handicaps de la France sont essentiellement la fiscalité et le coût du travail et que ses atouts sont la qualification de l'encadrement et la qualité de ses infrastructures de télécommunication et de transport.

### Mercredi 14 mai
Politique
- Le ministre de l'Éducation Xavier Darcos annonce vouloir s'attaquer au cas des 23 000 professeurs qui n'enseignent pas, car ils peuvent être en détachement ou en attente d'un remplacement. 210 000 enseignants auraient bénéficié en 2006-2007 d'une décharge de service d'une à plusieurs heures et 3 038 de décharges syndicales. L'ensemble des décharges représentent selon la Cour des comptes quelque 30 000 emplois à taux pleins pour un coût de 1,65 milliard d'euros, hors décharges syndicales. Les ministères, les rectorats et autres organismes publics sont les plus gros bénéficiaires de ce système de décharges, mais 1 300 enseignants occuperaient dans des associations des emplois qui n'ont rien à voir directement avec l'éducation ou ne recouvriraient pas une activité réelle.
- La ministre de l'Intérieur Michèle Alliot-Marie annonce à l'Assemblée nationale que le nombre de saisies de drogue a été « multiplié par trois » sur les quatre premiers mois de l'année, dont 27 266 tonnes de cannabis.
- Le président équatorien Rafael Correa, déstabilisé par les révélations tirées des fichiers informatiques trouvés sur les ordinateurs de Paul Reyes le chef des FARC, est à Paris, pour s'entretenir avec le président Nicolas Sarkozy et la famille d'Íngrid Betancourt. Il affirme être l'objet d'une « campagne médiatique de calomnie » orchestrée par « la machine de propagande d'Alvaro Uribe [...] Qui va démontrer que les ordinateurs ont bien été trouvés dans les camps des FARC ? Et même si c'était avéré, que prouveraient des déclarations de guérilleros ? [...] L’Équateur est extrêmement rigoureux sur le contrôle des campagnes électorales [...] La France peut compter sur nous pour tout entreprendre afin de trouver une issue pacifique [...] Avant le bombardement du 1er mars, nous étions sur le point d'obtenir des libérations. De plus en plus isolées, les FARC ont besoin de reconnaissance internationale. Aujourd'hui, nous n'avons qu'un petit signe indirect, mais il faut continuer et accentuer la pression internationale ».

### Jeudi 15 mai
Politique
- Modification de la loi sur la liberté de la presse du 29 juillet 1881 pour préciser que « le secret des sources des journalistes est protégé afin de permettre l'information du public sur des questions d'intérêt général ». Cependant comme le souhaitait, la ministre de la Justice, Rachida Dati, le secret des sources doit pouvoir être levé dans certaines conditions très encadrées, il ne peut être « absolu », notamment en cas de terrorisme et d'enlèvement d'enfant. Par ailleurs le texte étend les garanties en matière de perquisitions dans les cabinets d'avocats, aux entreprises de presse et aux domiciles des journalistes.
- Les enseignants et les lycéens sont en grève nationale.

### Vendredi 16 mai
Politique

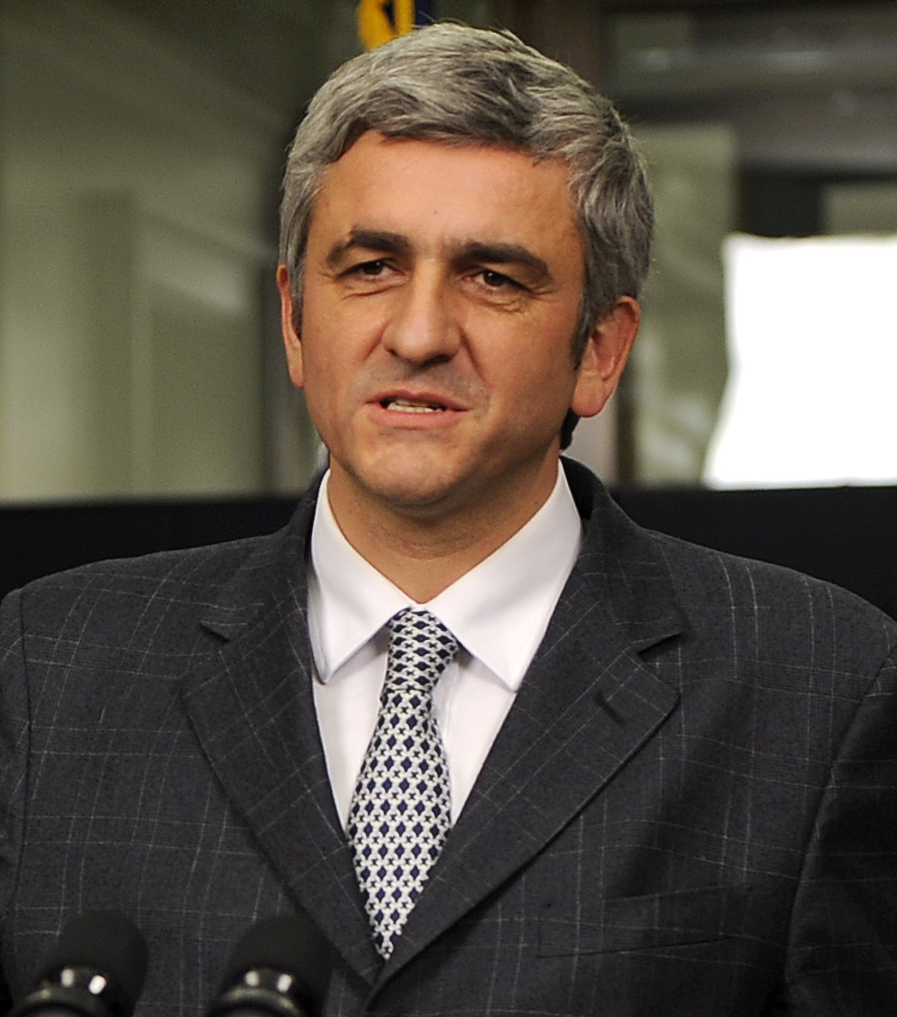
Hervé Morin
(janvier 2008)

- La ministre de la Santé, Roselyne Bachelot-Narquin, et la secrétaire d'État chargée du Handicap, Valérie Létard, présentent le deuxième plan du gouvernement de lutte contre l'autisme avec la création de 4 100 places en établissement adapté et le financement de l'expérimentation des méthodes éducatives largement développées dans les autres pays.
- Un décret ministériel recadre les pénalités pratiquées par les banques accusées d'abus en infligeant des pénalités sans fin en cas d'incident de paiement (rejets de chèque sans provision et rejets de prélèvement).
- Premier congrès du Nouveau Centre pendant deux jours en présence de 2 500 personnes. Hervé Morin est reconduit comme président avec 87 % des suffrages ; parmi ses seconds : Maurice Leroy (porte-parole), Jean-Christophe Lagarde (président exécutif, animateur de l'aile sociale du parti) et Charles de Courson. Le Parti dispose de 22 députés. Fin septembre, un nouveau nom doit être proposé.
- L'ex-candidate à la présidence de la République, Ségolène Royal annonce sa candidature à la direction du Parti socialiste.
- Plusieurs anciens cadres du Front national, dont Jean-François Touzé, espèrent fédérer l'extrême-droite dans un nouveau parti défendant les idées de la droite nationale et de la droite identitaire, qu'ils estiment n'avoir jamais été mieux partagées.

Affaires
- Philippe Lucas, l'ex-entraîneur de la championne de natation Laure Manaudou est mis en examen pour « vol, usage de chèques falsifiés, abus de confiance » sur plainte de son ancien club du Cercle des nageurs de Melun-Val-de-Seine.
- Une filière de neuf personnes, turcophones et membres du Mouvement islamique d'Ouzbékistan, est démantelée à Mulhouse et à Lyon par la DST. Formés dans les camps du Pakistan, ils sont affiliés à al-Qaïda et ont monté des magasins alimentaires et de vêtements dans le but de blanchir d'importantes sommes d'argent provenant d'activités criminelles et destinées à financer les filières de recrutement de combattants. Plusieurs centaines de milliers d'euros ont été saisis.

### Dimanche 18 mai
Affaires
- Lors d'une perquisition dans les locaux d'une association de soutien aux immigrants camerounais du XVIIIe arrondissement, la police urbaine de proximité a découvert plusieurs milliers de faux papiers. Six camerounais ont été interpellés.

### Lundi 19 mai
Affaires
- Début d'une séance de quatre jours du Conseil supérieur de la magistrature concernant la responsabilité du procureur Gérald Lesigne dans le fiasco judiciaire de l'affaire d'Outreau.

### Mardi 20 mai
Politique
- L'Assemblée nationale commence l'examen du projet de loi de révision de la Constitution.

### Mercredi 21 mai
Politique
- La Cour des comptes certifie les comptes de l'État 2007 en émettant douze réserves dont neuf substantielles. Le passif 2007 avec 1 211 milliards d'euros est plus de deux fois supérieur à l'actif avec 555 milliards d'euros. Parmi les réserves émises : les systèmes d'informations financières et comptables qui sont « sources d'erreurs », les lacunes du contrôle interne, les actifs du ministère de la Défense qui ne sont pas tous comptabilisés (satellites et armements), les provisions pour risques insuffisamment estimés...

Affaires
- Devant le Conseil supérieur de la magistrature, le procureur Gérald Lesigne, estime que s'il devait revivre l'affaire, les mêmes défaillances se reproduiraient sûrement à cause du fonctionnement général de la magistrature. La juridiction de Boulogne croule sous la masse de travail, le manque de moyens et connaît de nombreuses affaires de viols dans les familles, aggravées par des délais trop importants des enquêtes des services sociaux et des services de police. Le substitut général de la cour de Douai confirme : « si on devait recommencer, on serait sans doute dans la même hypothèse ».
- La police française, en collaboration avec la garde civile espagnole, a arrêté dans un appartement du centre-ville de Bordeaux 4 membres présumés de l'ETA, dont deux hautes personnalités, Javier Lopez Pena, alias « Thierry » (49 ans) et Ainhoa Ozaeta (34 ans). « Thierry », un des chefs de l'appareil politique, était recherché depuis près de 25 ans. Ainhoa Ozaeta, avocate de profession, était la porte-parole de l'organisation terroriste.

Culture
- Les archéologues annoncent la découverte d'une tête en marbre représentant Jules César, trouvée en octobre 2007 dans le Rhône au large d'Arles. Sculptée de son vivant, elle est donc le seul portrait réaliste de César, toutes les autres statues connues étant posthumes.

Économie
- Les représentants des pêcheurs parviennent à un accord avec le ministre Michel Barnier : le plan de 310 millions € sur trois ans est ramené à deux ans (coût prévisionnel de 110 millions €), le gaz-oil détaxé fourni aux pêcheurs sera de 40 cts maximum par litre pour les six prochains mois (coût prévisionnel de 40 millions €), un montant de 22 millions est prévu dans le cadre des aides d'urgence, un autre montant de 15 millions € est prévu pour les pêcheurs ayant épuisé leurs quotas.
- Les transporteurs routiers et les agriculteurs débutent un large mouvement de protestations contre la hausse du prix des carburants.

### Jeudi 22 mai
Politique
- La journée de mobilisation syndicale contre la réforme des retraites a mobilisé entre 300 000 (selon la police), 430 000 (selon FO) et 700 000 manifestants (selon la CGT) dans toute la France.
- Nombreuses grèves et manifestations dont celles des fonctionnaires.

Culture
- Les membres de l'académie française élisent l'ancien directeur du Musée Picasso, Jean Clair, au fauteuil de Bertrand Poirot-Delpech (1929-2006).

Société
- La boisson énergisante mais controversée Red Bull pourra désormais être vendue en France dans sa version complète. La France était menacée d'une amende européenne de 300 millions €.

### Vendredi 23 mai
Politique

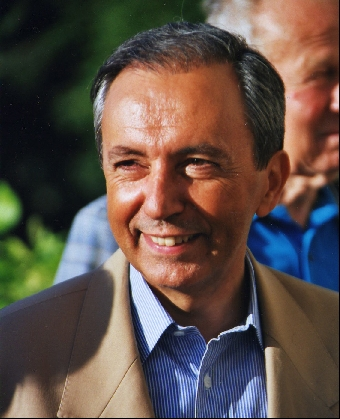
Bruno Mégret
(septembre 2007)

- Bruno Mégret annonce son retrait de la vie politique. Son projet était de « Construire une grande force de droite capable de parvenir au pouvoir[, mais] les forces contraires étaient considérables [...] On peut vouloir le pouvoir à condition d'être politiquement correct. On peut à la rigueur ne pas être politiquement correct, à condition de ne pas viser le pouvoir. C'est le cas de Le Pen. Mais ne pas être politiquement correct et rechercher le pouvoir, ça c'est l'interdiction totale. Le mur absolu auquel je me suis heurté ». Il part s'installer à l'étranger pour exercer des responsabilités au sein d'une grande entreprise française. Il laisse le Mouvement national républicain avec 8 000 à 9 000 adhérents et 1,5 million d'euros de dettes.

Faits divers
- Un car transportant des passagers marocains percute de plein fouet le pilier d'un pont de l'autoroute A10 près de Blois en faisant 7 morts et 25 blessés.

### Samedi 24 mai
- Samedi 24 mai : Week-end Fête de la Nature.

### Dimanche 25 mai
Culture
- La Palme d'or du festival de Cannes est attribuée au film Entre les murs de Laurent Cantet, une chronique d'un collège parisien.

### Lundi 26 mai
Politique
- Le maire de Paris, Bertrand Delanoë présente son livre De l'audace ! (éd. Robert Laffont, 306 pages), dans lequel il se proclame « libéral ».

Affaires diverses
- L'ancien préfet du Var Jean-Charles Marchiani (64 ans), artisan de la libération des otages du Liban en 1988, est incarcéré après sa condamnation à une peine de trois ans pour avoir perçu des commissions occultes dans le cadre de passations de marché à la fin des années 1990.

### Mardi 27 mai
Politique
- Le président Nicolas Sarkozy sur RTL aborde plusieurs points de politique intérieure :
  - Il insiste sur la nécessité d'augmenter la capacité des rames du métro parisien et leur fréquence en particulier sur la ligne A du RER qui assure en moyenne le transport de 1,1 million de passagers chaque jour.
  - Il confirme la création sur le plateau de Saclay, d'une silicon Valley française et évoque le concept de « nouvelles villes » et non pas de « villes nouvelles » offrant à leur population, des habitats individuels, tous les services, commerces et transports indispensables. Un secrétaire d'État chargé du Développement de la région parisienne est nommé, il s'agit de Christian Blanc, ancien président de la RATP, puis d'Air France. Sa mission est de « définir une vision pour la région capitale à l'horizon 2030 » et une stratégie qui prenne en compte des mouvements de populations et leurs besoins ainsi que les impératifs en matière d'environnement. Dix équipes d'architectes sont chargées d'ébaucher cette esquisse.
  - Concernant les difficultés actuelles de nombreux journaux, il affirme : « La démocratie ne peut fonctionner avec une presse qui serait en permanence au bord du précipice économique. »

### Jeudi 29 mai
Politique
- Visite officielle de deux jours du nouveau premier ministre russe Vladimir Poutine.

Affaires
- Le criminel en série Michel Fourniret est condamné à la réclusion criminelle à perpétuité incompressible. Son épouse et complice, Monique Olivier, est condamnée à la réclusion criminelle à perpétuité, assortie d'une peine de sûreté de vingt-huit ans.

### Vendredi 30 mai
Politique

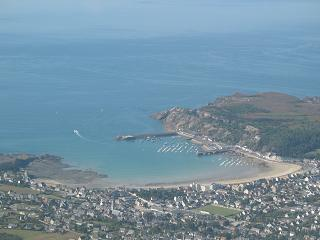
Bourg, port et cap d'Erquy

- Le comité de vigilance des comptes de l'Assurance maladie estime le dérapage pour 2008 entre 500 et 900 millions d'euros, un montant inférieur au seuil d'alerte de 0,75 %, soit 1,1 milliard. Une partie du dérapage vient de l'« effet report » des dépenses 2007, mais l'essentiel vient de l'efficacité relative du « plan d'économies Bachelot-Woerth », les mesures de « maîtrise médicalisée » et la lutte contre la fraude n'ont pas atteint tous leurs objectifs.

Économie
- Endesa France (es-SNET), reprise récemment par l'Allemand E.ON, annonce un investissement de 470 millions d'euros dans deux centrales au gaz à cycle combiné, qui devraient être construites par Siemens dans le nord-est de la France. D'une puissance totale de 2 000 MW leur production s'ajouterait au 2 477 MW actuellement produits.
- L'armateur Jean Porcher qui exploite 13 bateaux depuis le port d'Erquy (Côtes d'Armor) est en grève. Le litre de carburant qui était à 30 cts en 2007 est passé à 71 cts et ses bateaux perdent de l'argent à chaque fois qu'ils sortent. Ses 120 pêcheurs sont en chômage technique et quelque 600 autres emplois induits sont touchés.